# Ống (truyền dẫn)

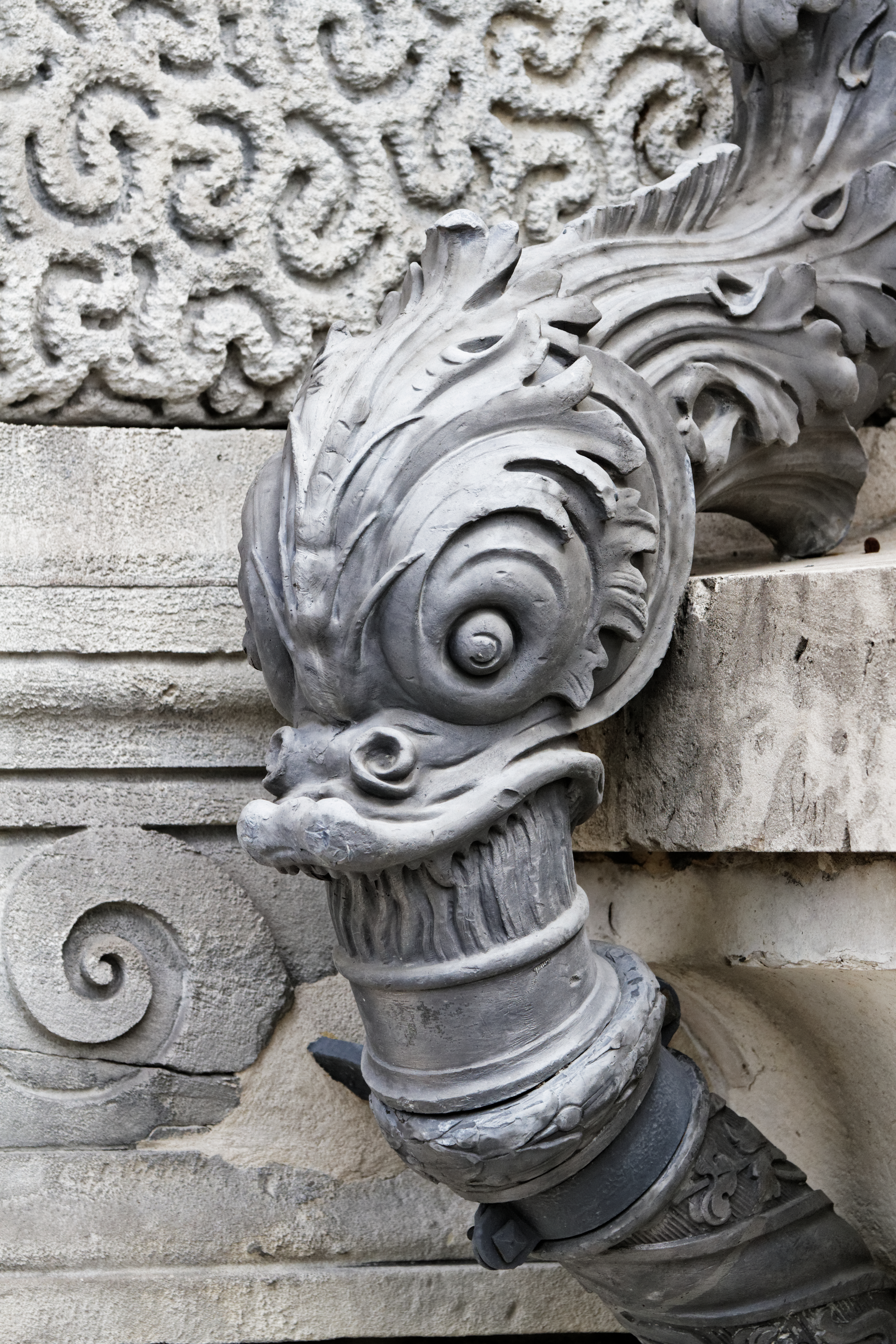
Ống thoát nước của bảo tàng Louvre

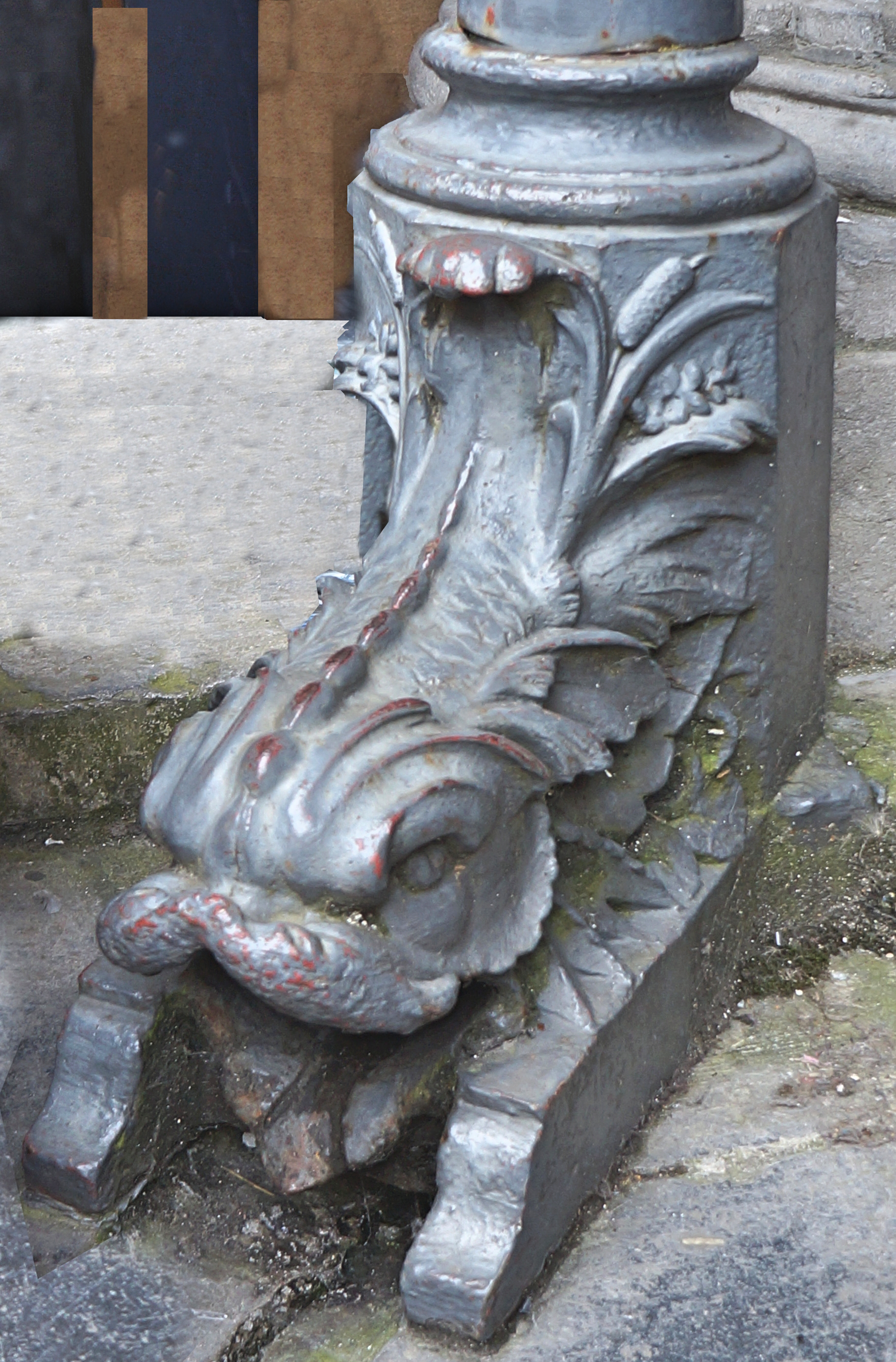
Ống thoát nước của Vieille Bourse từ Lille (Pháp)

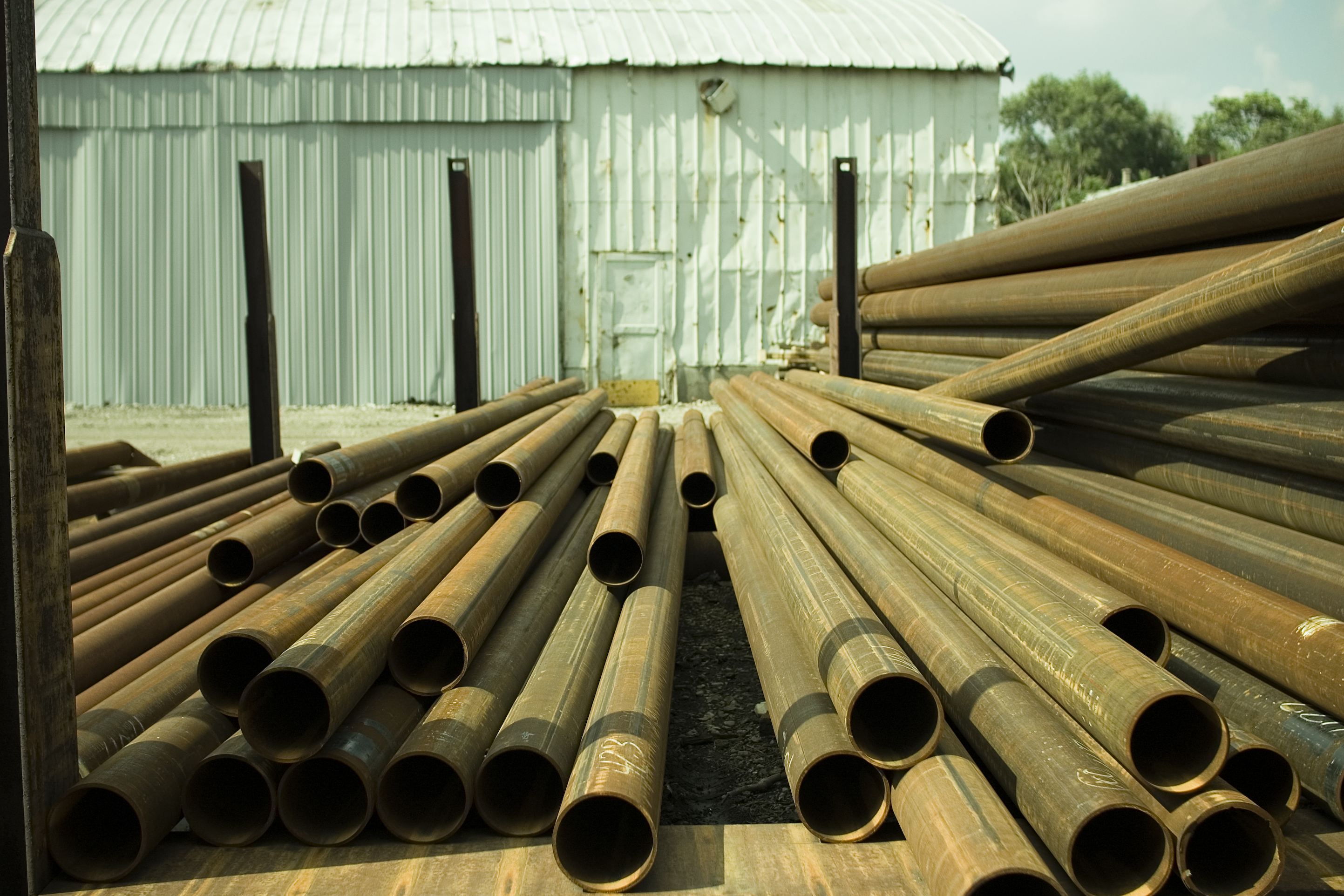
Ống thép carbon trong một kho lưu trữ

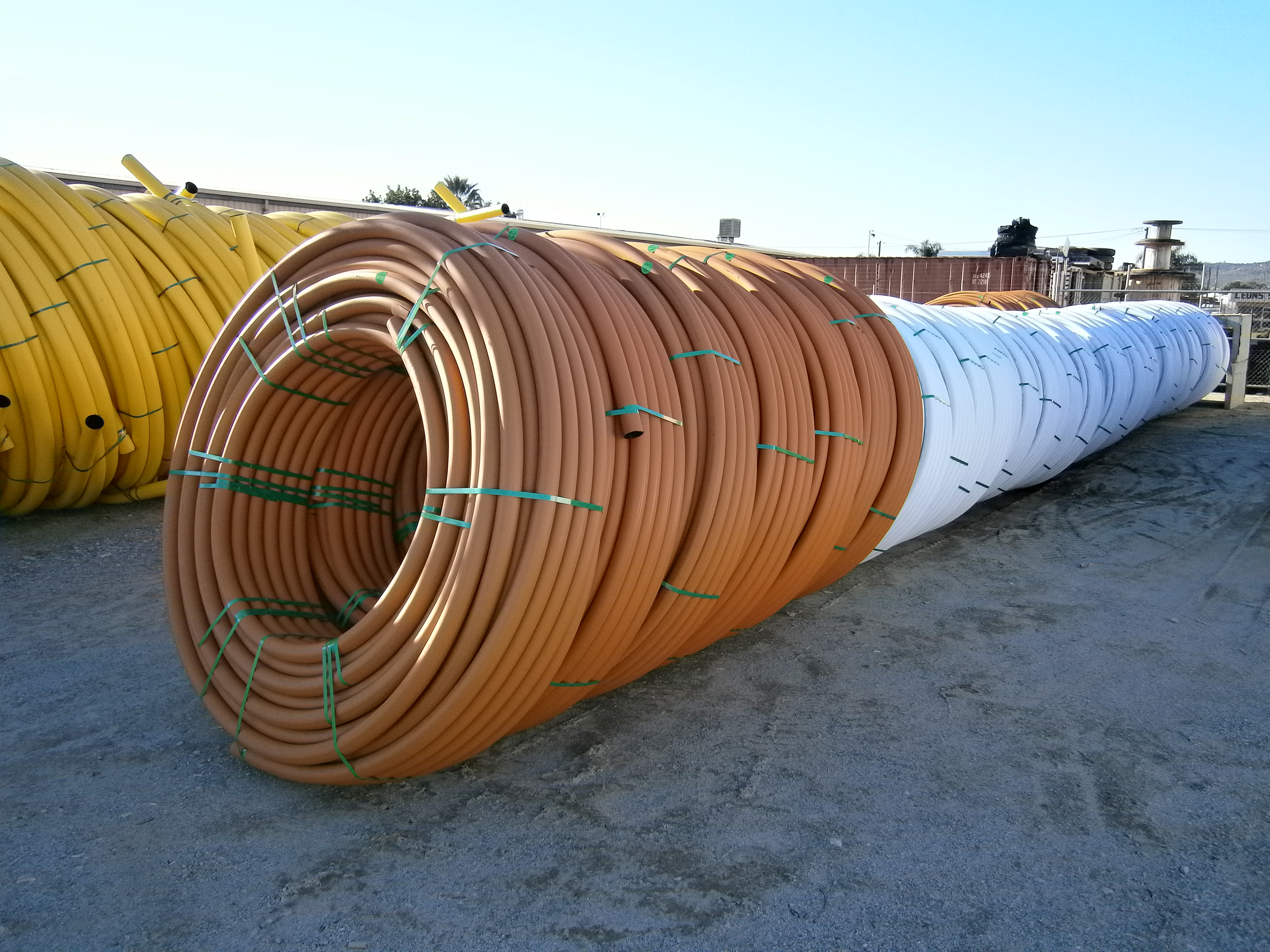
Ống Polyetylen mật độ cao (HDPE)

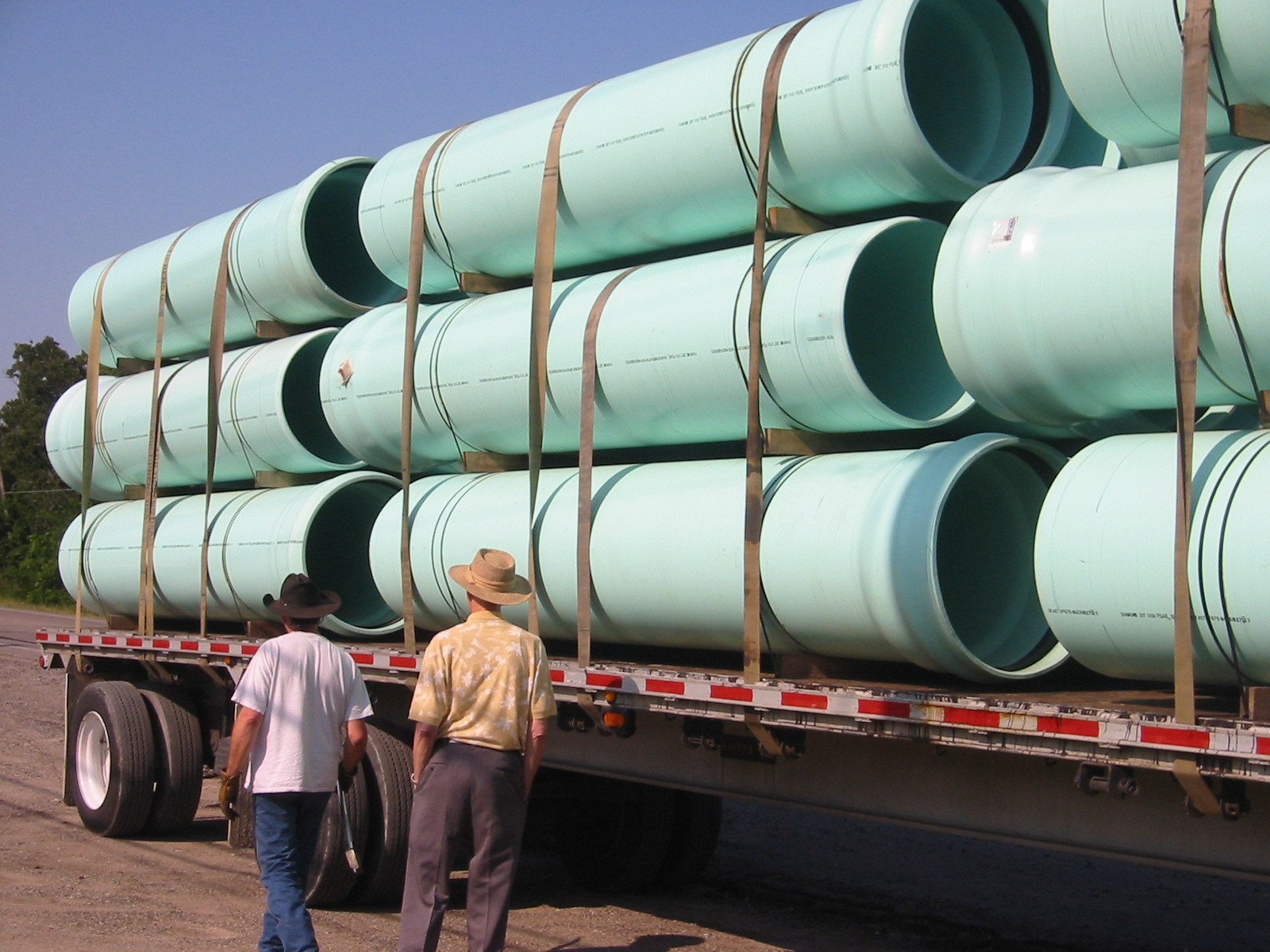
Ống nhựa (PVC)

Ống (tiếng Anh: pipe, tube) là một phần hình hình trụ rỗng, thường nhưng không nhất thiết phải có tiết diện là hình tròn, được sử dụng chủ yếu để truyền tải chất mà có thể chảy   — chất lỏng và chất khí (gọi chung là các chất lưu), chất bùn, bột và khối lượng lớn của các chất rắn nhỏ. Nó cũng có thể được sử dụng cho các ứng dụng kết cấu; ống rỗng cứng hơn trên mỗi đơn vị trọng lượng so với các ống rắn.
Trong cách sử dụng phổ biến, các từ ống (pipe) và đường ống (tube) thường có thể thay thế cho nhau, nhưng trong công nghiệp và kỹ thuật, các thuật ngữ được xác định duy nhất. Tùy thuộc vào tiêu chuẩn áp dụng mà nó được sản xuất, pipe thường được chỉ định bởi đường kính danh nghĩa với đường kính ngoài (outside diameter, OD) không đổi và lịch trình xác định độ dày. Tube thường được chỉ định bởi OD và độ dày thành, nhưng có thể được chỉ định bởi bất kỳ hai OD, đường kính bên trong (inside diameter, ID) và độ dày thành. Ống thường được sản xuất theo một trong một số tiêu chuẩn công nghiệp quốc tế và quốc gia.  Trong khi các tiêu chuẩn tương tự tồn tại đối với ống ứng dụng công nghiệp cụ thể, ống thường được chế tạo theo kích cỡ tùy chỉnh và phạm vi đường kính và dung sai rộng hơn. Nhiều tiêu chuẩn công nghiệp và chính phủ tồn tại để sản xuất pipe và tube. Thuật ngữ "tube" trong tiếng Anh cũng thường được áp dụng cho các phần không phải hình trụ, nghĩa là ống vuông hoặc hình chữ nhật. Nói chung, "pipe" là thuật ngữ tiếng Anh phổ biến hơn ở hầu hết thế giới, trong khi "tube" được sử dụng rộng rãi hơn ở Hoa Kỳ.